# Большой улит
Большой улит (лат. Tringa nebularia) — вид птиц из семейства бекасовых (Scolopacidae).

## Описание

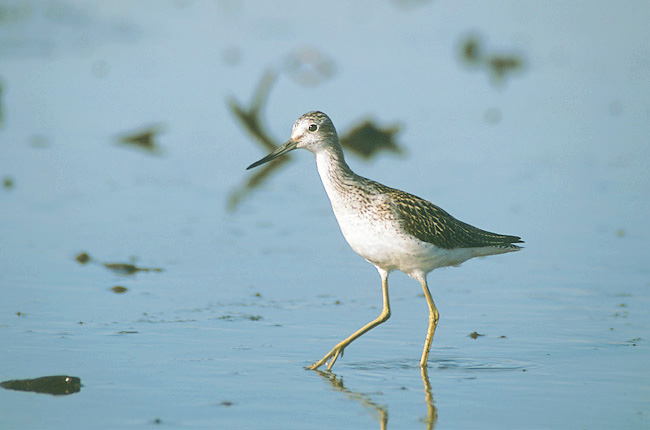
Большой улит в поисках пищи

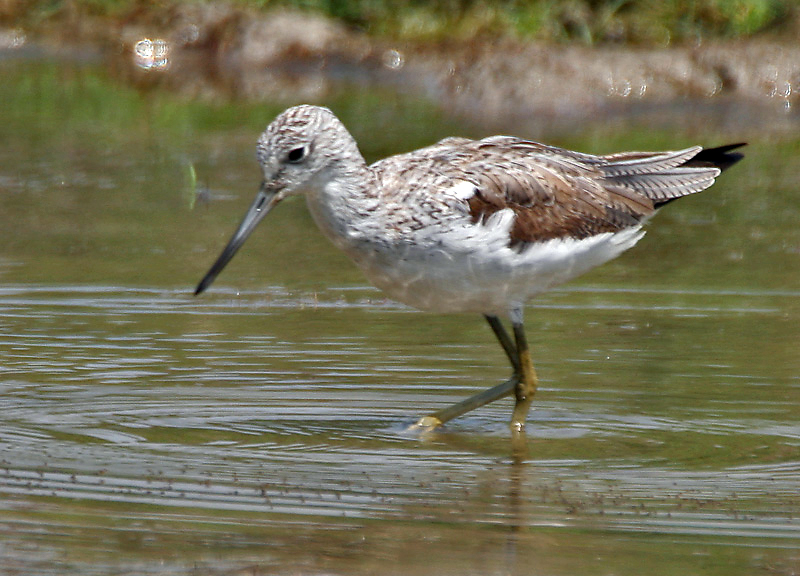
Большой улит в воде

Взрослый большой улит достигает величины до 35 см и немного крупнее своего сородича травника. Его размах крыльев составляет до 70 см, а вес — до 280 г. У него длинные серо-зелёные лапы и длинный, сильный и слегка изогнутый вверх клюв. Верхняя сторона тела коричнево-серая, а живот окрашен в белый цвет. Самцы и самки полового диморфизма не проявляют. Естественными врагами большого улита являются хищные птицы. В целом это пугливая и осторожная птица

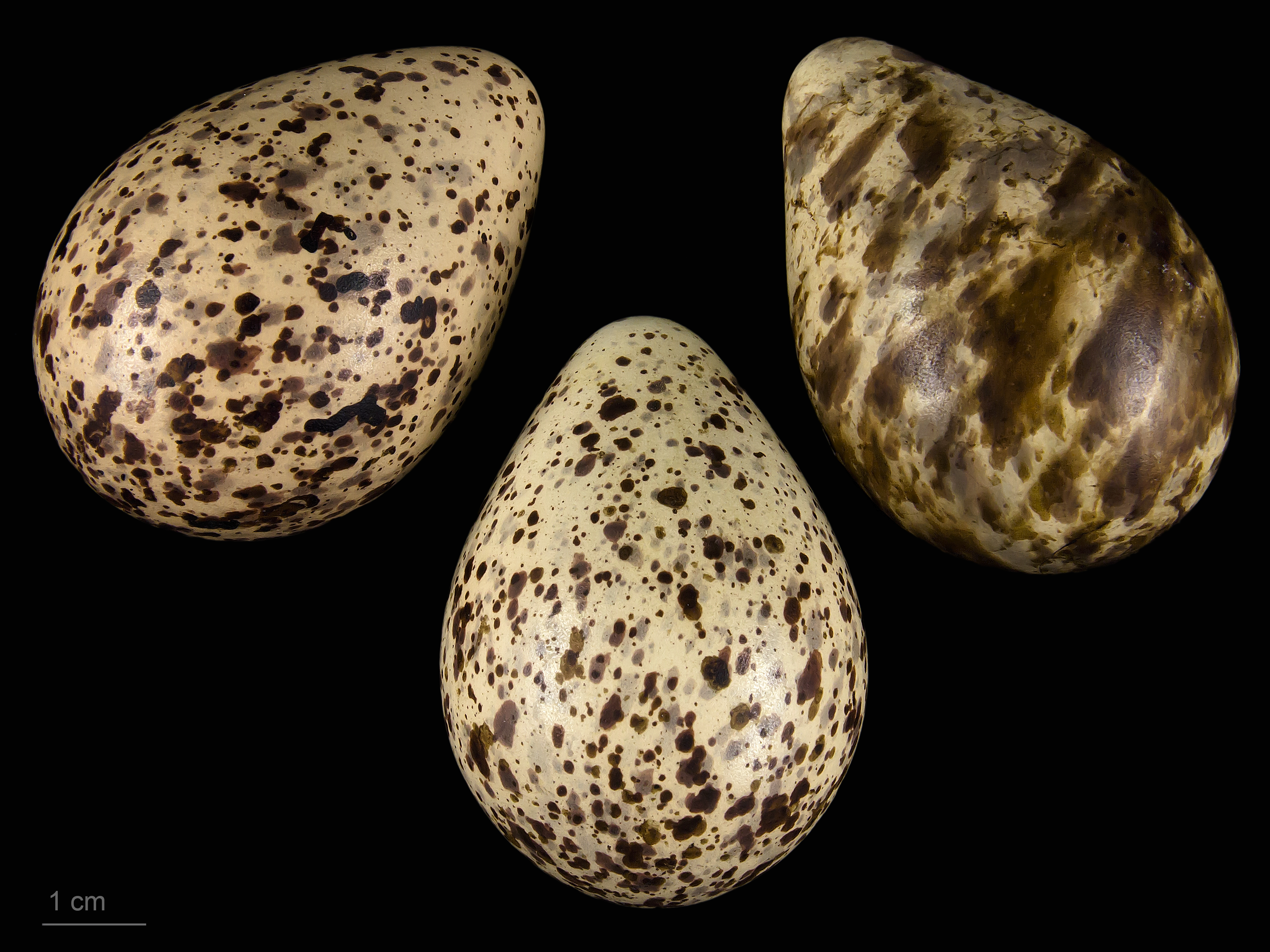
яйцо Tringa nebularia - Тулузский музеум

## Распространение
Большой улит обитает главным образом у мелких водоёмов, например на болотах, у запруд и рек в Северной Европе (за исключением Исландии) и Северной Азии. Зимой он совершает перелёты в Средиземноморье, Западную и Южную Африку.

## Питание
Большой улит питается червями, ракообразными, насекомыми и их личинками. Своим хорошо приспособленным длинным клювом он также вылавливает мелкую рыбу из воды.

## Размножение
Брачный период большого улита длится от мая до июля. Гнездо является углублением в земле, выстланным травой. Самка откладывает от четырёх до пяти крупных яиц, которые насиживаются обоими родителями в течение 25 дней. Птенцы уже с первого дня жизни весьма активны.